# Enochletica
Enochletica är ett släkte av insekter. Enochletica ingår i familjen vårtbitare.
Kladogram enligt Catalogue of Life:
| Enochletica | \| \| Enochletica affinis \| \| \| \| \| \| Enochletica ostentatrix \| \| \| \| |
|             | \| \| Enochletica affinis \| \| \| \| \| \| Enochletica ostentatrix \| \| \| \| |
|             | Enochletica affinis                                                             |
|             |                                                                                 |
|             | Enochletica ostentatrix                                                         |
|             |                                                                                 |